# リッサウイルス属
リッサウイルス属（りっさういるすぞく、Lyssavirus）はRNAウイルス（第5群）であるモノネガウイルス目ラブドウイルス科の1属。
14種が属し、著名な狂犬病ウイルスをはじめ、いずれも致命的な感染症病原体となることから「リッサウイルス」とも総称される。
語源はギリシャ神話の女神リッサ（Lyssa、狂気・憤怒・狂乱を司る）。
ヒト、哺乳類、脊椎動物を宿主とし、人獣共通感染症を引き起こすため、日本では感染症法の監視対象となっている。

## 概要
ウイルス粒子は直径75～80nm、長さ180～200nmと小型で、5つ以上のウイルスタンパク質から構成されるエンベロープを持つ。神経親和性が強く、感染・伝播はGタンパク質に対する中和抗体で抑制される。
構造は、トゲ付きのエンベロープ、基質タンパク質による中間領域、遺伝子領域（ゲノム）を包むカプシドによるヌクレオカプシドから構成され、カプシドは植物感染性ウイルスの典型であるラセン対称性を持ち、一般的に立方対称性を持つヒト感染ウイルスとは異なっている。
ゲノムは分節しておらず、細胞への感染後にタンパク質コードに必要なRNA(+)を作成するためのRNAポリメラーゼ L、基質タンパク質 M、核タンパク質 N、糖タンパク質 G、から構成されている。
標的細胞へは、クラスリン媒介エンドサイトーシス型の受容体に対する糖タンパク質結合により感染する。細胞質で増殖し、先導細管に沿って出芽して宿主細胞を破壊する。

## 種
リッサウイルス属は14種を含むが、これは7つの遺伝子型に分類され、1～7の番号が振られている。
- Genotype 1（狂犬病ウイルス：Rabies virus）
- Genotype 2（ラゴスコウモリウイルス：Lagos bat virus）
- Genotype 3（モコラウイルス：Mokola virus）
- Genotype 4（ドゥベンヘイジウイルス：Duvenhage virus）
- Genotype 5（ヨーロッパコウモリリッサウイルス1：European bat lyssavirus type 1; EBL1）
- Genotype 6（ヨーロッパコウモリリッサウイルス2：European bat lyssavirus type 2; EBL2）
- Genotype 7（オーストラリアコウモリリッサウイルス：Australian bat lyssavirus; ABL）